# إيفان جوليتش
إيفان جوليتش مواليد 18 مايو 1980 في ليفنو، جمهورية يوغوسلافيا الاشتراكية الاتحادية، هو لاعب كرة قدم بوسني. يلعب كمهاجم. مثّل منتخب البوسنة والهرسك لكرة القدم.

## المسيرة الاحترافية

### أندية لعب لها
- نادي فاراجدين (1931–2015)
- نادي هبوعيل تل أبيب
- نادي سكندربيو كورتشه